# Rainer Wroblewski

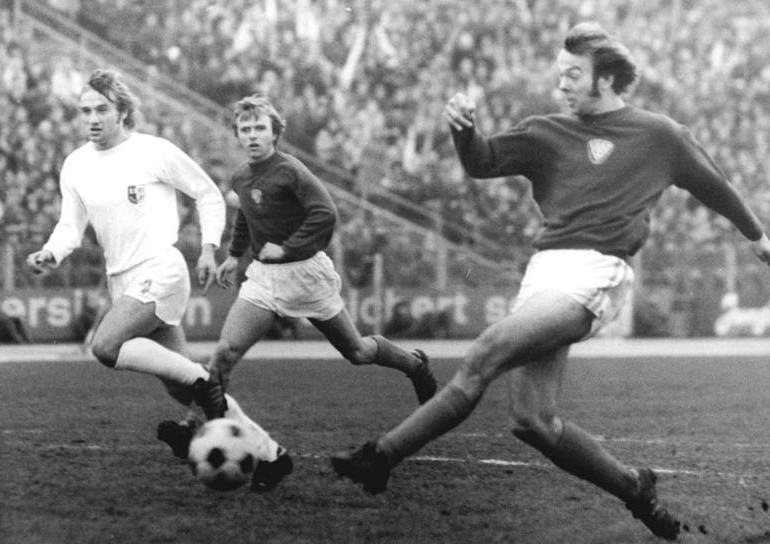
Wroblewski (rechts) für den BFC

Rainer Wroblewski (* 23. Mai 1952) war Fußballspieler in der DDR-Oberliga. In der höchsten Spielklasse des DDR-Fußball-Verbandes spielte er für den BFC Dynamo und den 1. FC Union Berlin. Wroblewski ist sechsfacher DDR-Nachwuchs-Nationalspieler.

## Sportliche Laufbahn
Wroblewski startete seine Fußball-Laufbahn bei der Betriebssportgemeinschaft (BSG) Einheit Rostock. Als diese 1969 aufgelöst wurde, wechselte er zur Polizeisportgemeinschaft Dynamo Rostock-Mitte. Über Dynamo Schwerin, wo er zuletzt in der zweitklassigen DDR-Liga gespielt hatte, wurde Wroblewski 1973 zum Spitzenklub der Sportvereinigung Dynamo, dem Berliner FC Dynamo (BFC) delegiert. Dort wurde der 21-Jährige 1,86 m große ausgebildete EDV-Facharbeiter gleich am 1. Spieltag der Saison 1973/74 als Mittelstürmer eingesetzt, spielte danach aber nur bis zum 11. Oberligaspieltag und wurde wechselnd als Stürmer oder Verteidiger aufgeboten. Zwischen 1973 und 1975 gehörte er zum Kader der DDR-Nachwuchs-Nationalmannschaft, für die er sechs Länderspiele bestritt. In der Spielzeit 1974/75 blieb ihm beim BFC nur die Rolle eines Ersatzspielers und wurde im Laufe der Saison unregelmäßig nur neunmal in Oberligaspielen eingesetzt. Auch 1975/76 gehörte Wroblewski nicht zur Stammmannschaft, kam aber durch den Ausfall von Norbert Trieloff vom 11. Spieltag an in die Oberligaelf und kam so in dieser Saison zu 13 Erstligaspielen. In der Spielzeit 1976/77 gelang ihm schließlich der Sprung in die Stammelf. Von Beginn an war er der standardmäßige linke Verteidiger und versäumte während der Saison lediglich fünf Punktspiele. Außerdem wirkte er in den beiden UEFA-Pokal-Spielen im Herbst 1976 gegen Schachtjor Donezk (0:3, 1:1) mit. Nach vier Spielzeiten, in denen Wroblewski 54 Oberligaspiele bestritten und drei dabei drei Tore erzielt hatte, verließ er im Sommer 1977 den BFC.
Zu Beginn der Saison 1977/78 schloss sich Wroblewski dem Stadt- und Oberligakonkurrenten 1. FC Union an. Nach holprigem Start als Flügelstürmer kam er, nachdem Ulrich Werder zur Armee musste, auf seiner Stammposition auf der linken Abwehrseite regelmäßig zum Einsatz und kam so noch auf 17 Oberligaspiele für Union. Diese Position behielt er auch 1978/79, in der er seine Einsatzrate auf 21 Punktspiele steigern konnte. In der folgenden Spielzeit 1979/80 musste er lange in der Oberliga aussetzen, war in der Hinrunde nur einmal als Einwechselspieler dabei und kam erst in der zweiten Saisonhälfte in allen 13 Oberligapunktspielen wieder zum Zuge. Diese Saison beendete Union als Absteiger, Wroblewski behielt aber seinen Stammplatz und bestritt in der DDR-Liga 19 der 22 Punktspiele und vier der acht Aufstiegsspiele. In der Aufstiegsrunde konnte sich Union nicht durchsetzen und musste ein weiteres Jahr zweitklassig spielen. Der 29-jährige Wroblewski wurde zwar für die Saison 1981/82 noch nominiert, kam aber in der 1. Mannschaft nicht mehr zum Einsatz. Daraufhin verließ er zum Saisonende den 1. FC Union, für den er in fünf Jahren 80 Pflichtspiele mit der 1. Mannschaft absolviert hatte. Darunter waren 52 Oberligaspiele, in denen er einmal zum Torerfolg kam.
In der Spielzeit 1982/83 spielte Wroblewski für den DDR-Ligisten Stahl Hennigsdorf und beendete danach bei der drittklassigen Ost-Berliner Bezirksligamannschaft SG Hohenschönhausen seine Laufbahn als Fußballspieler.